# Эбрайхсдорф
Эбрайхсдорф (нем. Ebreichsdorf) — город в Австрии, в федеральной земле Нижняя Австрия.
Входит в состав округа Баден. Население составляет 9556 человек (на 31 декабря 2008 года). Занимает площадь 43,22 км². Официальный код — 3 06 07.

## История
На территории данной местности были расположены римские и раннехристианские поселения. Впервые упоминается в источниках начала XII века как место расположения замка, который позднее сильно пострадал во время осады турецкими войсками. Мощный стимул к развитию поселения привнесли процессы индустриализации во второй половине XVIII века, в результате которых была организована шерстяная мануфактура.

## Туризм
В городе расположены школа верховой езды, поло-клуб, 18-луночное поле для гольфа и ипподром. Главная историческая достопримечательность — развалины средневекового замка.